# 與天使有約
《與天使有約》（英語：Touched by an Angel）是一部美國奇幻劇情電視劇，於1994年9月21日在CBS首播，到2003年4月27日結束前共播出九季（211集）。該系列由約翰·馬修斯創作，瑪莎·威廉森監製，並由蘿瑪·道尼飾演天使蒙妮卡、黛拉·里斯飾演她的上司黛絲。蒙妮卡的使命是將上帝的指示和訊息傳給處於人生十字路口的各種人。從第三季開始，反覆出現的死亡天使安德烈（約翰·戴伊飾）加入他們的行列。

## 劇情
該系列的劇情大致圍繞蒙妮卡（蘿瑪·道尼飾）的「案件」展開，蒙妮卡是最近從「搜救」部門晉升的天使，並在黛絲（黛拉·里斯飾）的指導下工作，平時化身凡人。大多數案件涉及一個人或一群人，他們正處於人生的十字路口，面臨著一個重大問題或艱難抉擇。莫妮卡和黛絲為他們傳達來自上帝的希望訊息，並為他們提供指導以幫助他們做決定。隨著系列的進展，蒙妮卡也獲得愈多作為社會工作者的經驗，但某些情況下必須自己汲取教訓。
在試播期間，一位名叫亞當的死亡天使登場。在第二季首集〈天使訪談錄〉（Interview with an Angel）中，介紹了一位名叫亨利的新死亡天使；然後在〈The One That Got Away〉中，安德烈（約翰·戴伊飾演）被介紹為死亡天使。他最初是一個反復出現的角色，並在第三季成為主角，成為系列剩餘部分的固定死亡天使。接下來幾季中，最初的死亡天使亞當持續客串在背景中。
在第四季中，一位名叫拉斐爾的新天使加入，他經常出現在整個系列中協助三人組（蒙妮卡、黛絲和安德烈）處理他們的案件。 拉斐爾比其他人更年輕，因此偶爾會參與有關青少年和年輕人的案件，以便能更與之緊密聯繫。在第七季快結束時，上帝創造了新天使格洛麗亞（凡萊麗·柏帝內飾），她努力想適應21世紀地球的生活，是第八、九季的常客。

## 劇集
| 季數 | 集数 | 集数 | 首播日期       | 首播日期      | 等級 | 收視率 | 同時段                     |
| 季數 | 集数 | 集数 | 首映           | 季终          | 等級 | 收視率 | 同時段                     |
| ---- | ---- | ---- | -------------- | ------------- | ---- | ------ | -------------------------- |
| 1    | 11   | 11   | 1994年9月21日  | 1995年3月4日  | 81   | 8.9    | 不適用                     |
| 2    | 24   | 24   | 1995年9月23日  | 1996年5月18日 | 34   | 11.1   | 不適用                     |
| 3    | 28   | 28   | 1996年9月15日  | 1997年5月18日 | 10   | 13.6   | 不適用                     |
| 4    | 27   | 27   | 1997年9月21日  | 1998年5月17日 | 6    | 14.2   | 不適用                     |
| 5    | 26   | 26   | 1998年9月20日  | 1999年5月23日 | 8    | 13.1   | 不適用                     |
| 6    | 26   | 26   | 1999年9月26日  | 2000年5月21日 | 10   | 11.6   | 不適用                     |
| 7    | 25   | 25   | 2000年10月15日 | 2001年5月20日 | 22   | 9.7    | 《Cursed》／ 《NYPD Blue》 |
| 8    | 22   | 22   | 2001年9月29日  | 2002年5月11日 | 68   | 待定   | 不適用                     |
| 9    | 22   | 22   | 2002年9月28日  | 2003年4月27日 | 88   | 5.1    | 不適用                     |

## 主要演員
- 蘿瑪·道尼（英语：Roma Downey）飾演蒙妮卡，她被派往城鎮鼓舞人們。她是這部劇的主角。除2集外，她每集都有出現。

- 黛拉·里斯（英语：Della Reese）飾演黛絲，一位強硬、尖刻但充滿愛心的主管，在蒙妮卡的每一件案件中都扮演關鍵角色。她的舉止就像蒙妮卡的母親，也是該劇的主角。除了3集外每集都有出現。

- 約翰·戴伊（英语：John Dye）飾演安德烈（第3-9季：主角；第2季：重複出現），被稱為「死亡天使」。

- 凡萊麗·柏帝內飾演格洛麗亞（第8-9季：主角；第7季：來賓），一位易出事故的聰明天使，生來為了解21世紀的生活方式。她表現得像蒙妮卡的姐姐，對人類幾乎一無所知的樣子讓她天真地像孩子。

## 製作
《與天使有約》由CBS和Moon Water Productions製作。該系列大部分劇集都是在猶他州鹽湖城拍攝。根據《紐約時報》評論家卡琳·詹姆斯（Caryn James）的說法，約翰·馬修斯創作了第一集試播集，但故事遠比製片人預期想的更黑暗、更沒有希望。製作這一集約花費工作室200萬美元。馬修斯當初編寫這個故事是為了反映他兩個孩子都罹患殘疾而產生的精神憤怒。瑪莎·威廉森在1994年初被邀請擔任該劇的執行製片。她形容她收到的試播集「令人心煩意亂」，因為它「將天使描繪成擁有控制生死權的再生死人」。她最初拒絕擔當這個職位，但在與時任CBS總裁安迪·希爾共進午餐時，她談起這個節目，並建議他找一個製作人來製作觀眾相信的「充滿愛心、喜悅」的天使。
威廉森表示，在那次面談後她無法停止思考這個節目，最終她打電話詢問該職位是否仍然空缺。雖然不一定能獲得這個職位，但她放棄另一更有利可圖的法庭劇導演職位。在採訪中，她強調她是一名基督徒，並且只能做單個節目，以她認為最真實的方式來描繪天使，表達對上帝的尊重。她還表示劇情從一開始就該改寫，只保留角色蒙妮卡和黛絲。工作室同意她的意見並僱用了她。威廉森本人為試播集重新編寫了一個新劇本，並為該劇招聘剩餘的工作人員。試播集在猶他州鹽湖城拍攝，如期在1994年9月14日播出。

### 片頭曲
該節目的每一集的片頭曲〈Walk with You〉由黛拉·里斯演唱。

## 播出
該系列於1998年開始廣播聯賣，並在PAX-TV、Hallmark頻道、Hallmark Drama、CBS Drama、Up、MeTV和Start TV上播出。

## 反應

### 評價
《與天使有約》受到評論家的負面評價，但觀眾的評價卻是正面的。《巴尔的摩太阳报》的大衛·祖拉維克（David Zurawik）給出負評，他認為這是「最糟糕的新劇集 [...] 絕對沒有什麼非凡之處。」同一篇文章亦注意到第一集蒙妮卡赤腳的幾個場景，祖拉維克評論道「我不確定這到底是怎麼回事，除非CBS有研究表明大量的戀足癖觀眾正在等待不看ABC的《羅斯安家庭生活》的理由。」《宗教派遣》的W. Scott Poole在題為「被天使傷害」的專欄中說，道尼和里斯「為一個宗教信仰賀卡品牌提供了一個糖漿般但有力的廣告，幾乎沒有神學支撐，但提供健康的『心靈雞湯』。」甚至這個節目「似乎想表明上帝深切關注，但大多時候無法或不願意直接參與，派遣他的使者一次又一次地為人類彌補問題。」早些時候的評論對該節目的第一季持懷疑態度，《娛樂周刊》的肯·塔克（Ken Tucker）說它「成功地做到如此樸實無華、天真無邪——這是1994年秋季的《阿甘正傳》——以至於人們可能會對其收視率困境感到同情。」常識媒體的評論家艾蜜莉·阿什比（Emily Ashby）給該系列打了3顆星（滿分5星），她說「這部令人振奮、鼓舞人心的節目充滿了濃厚的道德訊息、人生教訓和基督教色彩，其中多次提到『上帝』、『主』和『父親』。」相反的，家長電視委員會將其選為幾年來最適合家庭觀看的節目之一。而在其播出期間，它在「電視網最佳和最差節目」的「最佳」列表中排名第一或第二。

### 收視率
《與天使有約》在第三季成為CBS收視率最高的劇集之一，並一直持續到第六季，當時它是收視率第九高的電視劇集，有 17,190,000名觀眾，佔市場份額的15%（尼爾森媒體研究）。在第八季中，該節目從週日時段移至週六時段，使它下滑到第79名，擁有830萬觀眾。

### 獎項
該劇在1997年至2000年期間獲得了11項黃金時段艾美獎劇情類最佳女主角，其中道尼和里斯各獲得兩項提名，分別是劇情類影集傑出女主角及劇情類傑出女配角獎。它還獲得了三項金球獎提名，1998年和1999年，道尼獲得了兩項電視系列劇最佳女主角，1998年里斯獲得最佳影集女配角。馬克·利希特曼（Marc Lichtman）在1997年、1998年、1999年、2000年和2001年因其作為該系列作曲家而獲得五項BMI電影和電視獎。

## 外部鏈結
- 互联网电影数据库（IMDb）上《與天使有約》的资料（英文）
- 官方网站